# 陣屋

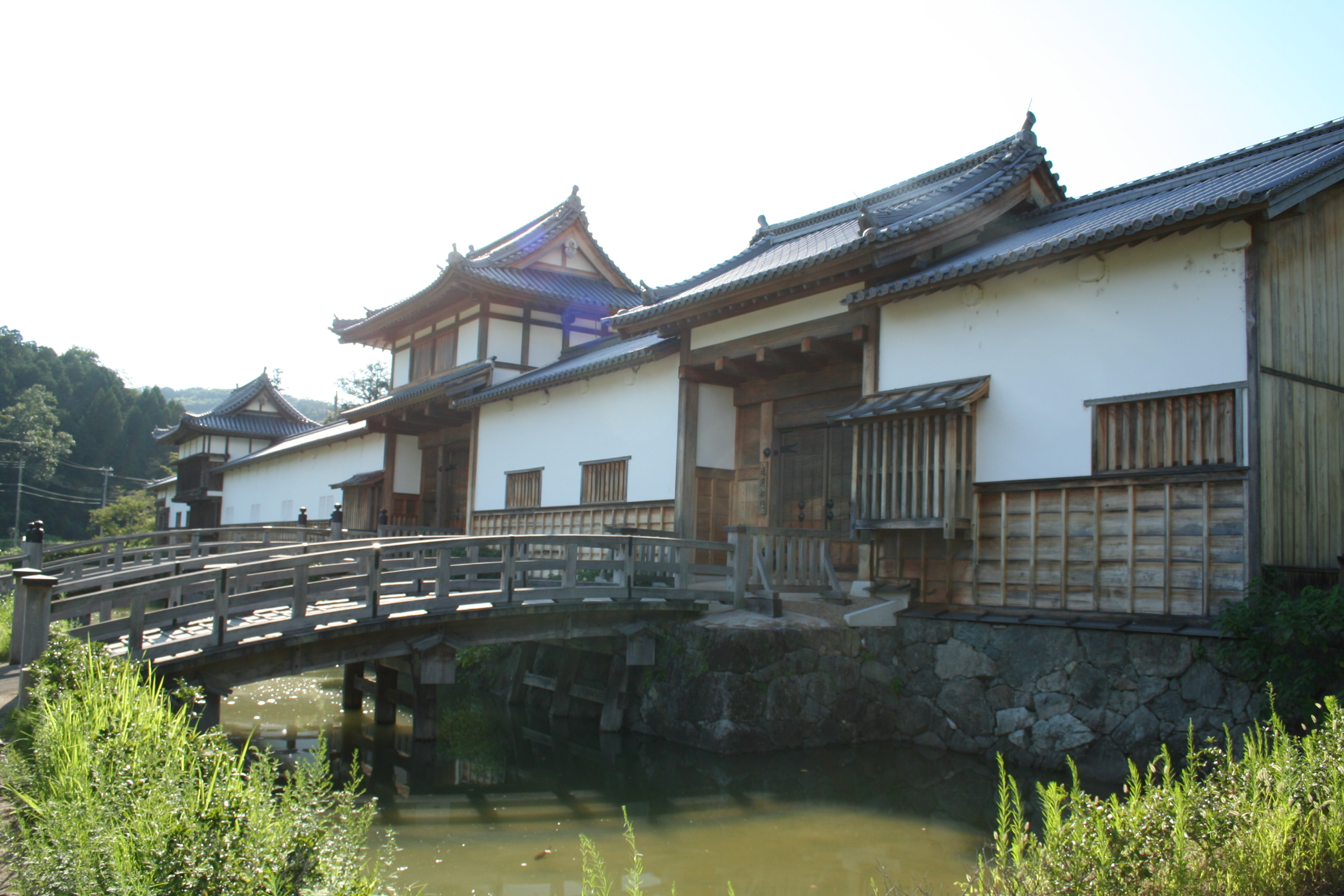
三日月陣屋の長屋門（復元）

陣屋（じんや）は、日本近世史において領主の所領の拠点となる場所に置かれた城以外の構築物であり、多義的な概念である。なお、古代史では宮中など（宮城や京師）を警固する衛士の詰所、中世史では合戦時に兵士が臨時に駐屯する軍営などを陣屋と呼んだ。以下では日本の近世史の用語としての「陣屋」について述べる。

## 概要

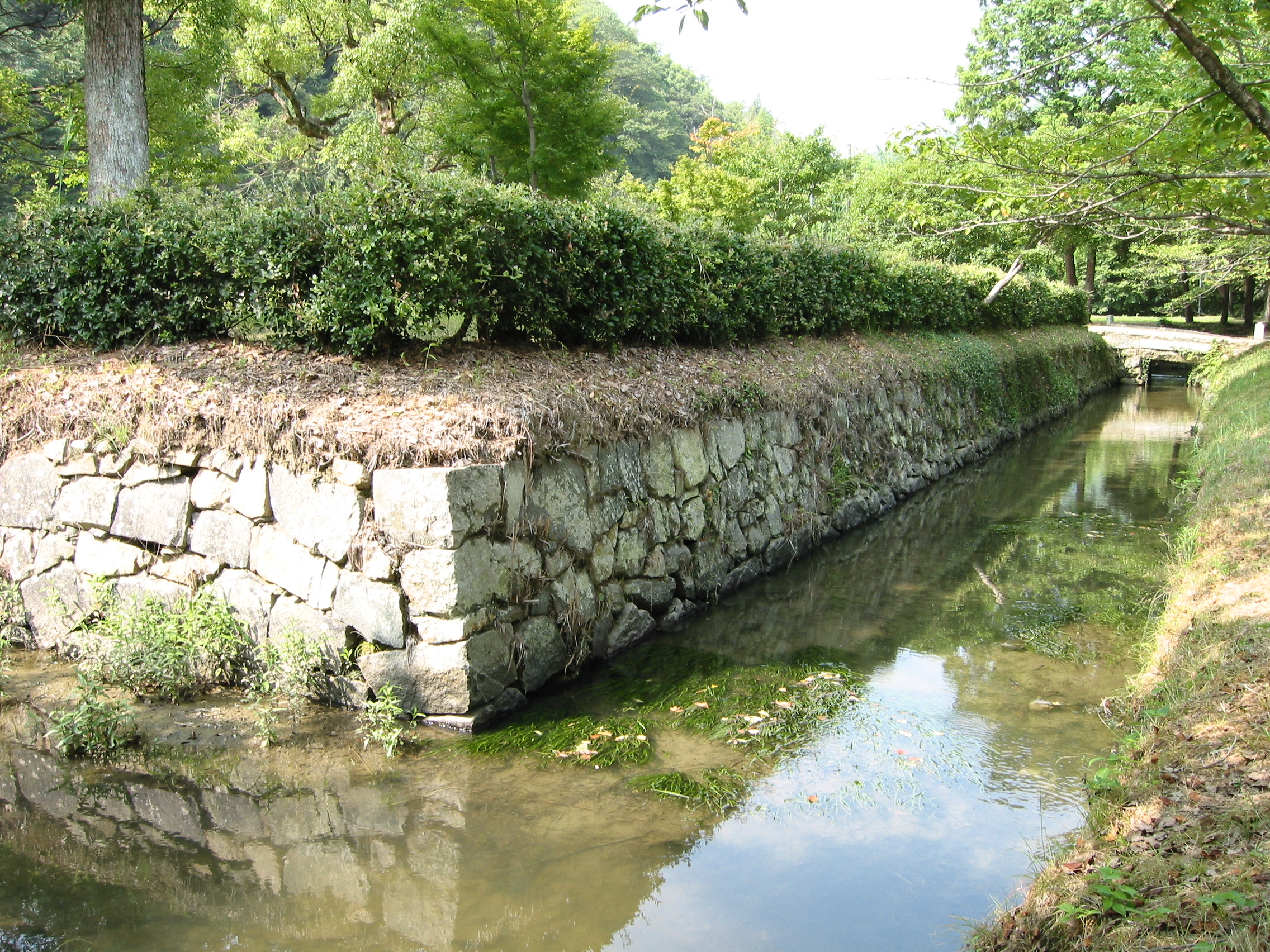
足守陣屋の小規模な堀と石垣

日本の近世史の「陣屋」の概念は多義的で、主に領主の所領の拠点となる場所に置かれた城郭以外の構築物を様々な形で指す概念となっている。以下のような意味がある。
1. 江戸幕府が地方支配のために置いた郡代や代官などの役所[3] - 江戸初期の関東の代官陣屋などで元禄年間には全国の天領に陣屋が置かれた[2]。
2. 大名のうち家格が国主・城主格でない者[3]（無城の小大名や交代寄合）の屋敷[2]。
3. 旗本や代官などの支配地における居所（役宅や屋敷）[2][3]あるいは用水方の普請役の詰所[2]。
4. 大藩の重臣が城下町の外などに設けた居所[2][3]。
5. 藩が飛地を支配するために設けた役所（近世後期に蝦夷地の防備を目的として構築された施設を含む）[2][3]。

なお、京都市の「小川家住宅」（国重要文化財）は「二条陣屋」と呼ばれており、江戸時代の町家であるが、西国大名が宿舎として使用したことで知られる。
江戸時代には飯野陣屋（上総国）、敦賀陣屋（越前国）、徳山陣屋（周防国徳山城）が「日本三（大）陣屋」と呼ばれていた。

### 構築者
陣屋は構築者によって幕府の陣屋と大名（諸藩）の陣屋に大別される。幕府の陣屋は、さらに1.直轄領を統括する「代官所」・「代官陣屋」・「陣屋」、2.旗本が所領の拠点とした「陣屋」、3.高禄の交代寄合が所領の拠点とした「陣屋」に分けられる。
また、大名（諸藩）の陣屋は、城持ちでない1～3万石程度の小藩が藩領の政治的・軍事的拠点とした場所で、『武鑑』で「城」に対して「在所」と記したものをいう。本藩に対して支藩が独立的な場合には、その支藩の在地にも陣屋が置かれた。
幕府は武家諸法度で城の修築について厳しい統制を行った。一般的には、城は複数の曲輪をもつ戦略上の拠点として即応できる常備施設に当たるものをいい、陣屋は単郭を基本とする在地支配のための政庁で、堀、土塁、石垣はあっても戦闘に即応できる施設といえない程度の施設をいった。
なお、幕府領や旗本領と、藩領との間で相互交換が行われた飛地領などでは陣屋の転用も行われた。

### 所領構造
幕府の陣屋は、支配機構の観点から上位に位置する「元陣屋」と下位にある「出張陣屋」に分けられる。
また、大名（諸藩）の陣屋の場合、小藩で幕府から城持ちの許可が得られずにその代用とした施設のほか、より大きい藩でも一円的な所領形態や分散的な所領形態のために陣屋が設けられた。
外様大名の場合は一円的な所領形態をとる傾向があり、一国一城令のために従来の支城に代えて設置された。しかし、藩によって名称は異なり、仙台藩では「要害」や「所」、岡山藩では「御茶屋」、鹿児島藩では「麓」と呼ばれる構造物が設置されたが、これらは機能的に陣屋とみなすことができる。陣屋にあたる構築物の名称や形態上の違いは、政治経済、軍事、治安維持などの違いから生じるとされるが、形態的にみると周辺に侍屋敷や町屋敷が配置される「小城下町」が形成された。
一方、譜代大名の場合は分散的な所領形態をとる傾向があり、要職に就く大名家では本来の所領とは別にまとまった土地を与えられることも多く、城地から離れた飛地に「陣屋」（「役所」や「代官所」と称される場合もあった）が置かれた。
なお、城持ちでない大名は本拠に陣屋を構えたが、それとは別に飛地を領有する場合には飛地にも陣屋を置くことがあった。

## 建物が現存する陣屋
- 桜町陣屋（栃木県真岡市） - 1699年（元禄12年）小田原藩主・大久保忠朝の三男の教信が、宇津家を再興して野州桜町4000石を知行し陣屋を創設。茅葺屋根の建物が現存している。
- 韮山代官所（静岡県伊豆の国市） - 主屋・蔵・門・塀などの建物や、保有する古文書などの資料は、国の重要文化財となっている。
- 高山陣屋（岐阜県高山市） - 飛騨郡代の役所、天領の陣屋として唯一主要な建物が現存している。
- 名張陣屋（三重県名張市） - 大名陣屋、正確には藤堂氏一門の名張藤堂家の陣屋。御殿を構成した建物の一部（中奥など）が現存する。
- 園部陣屋（京都府南丹市） - 幕末に建てられた櫓や門、番所が現存する。幕末に陣屋から城に格上げされたため城郭構えの陣屋である。
- 西江家住宅主屋ほか（岡山県高梁市） - 天領の陣屋で間口27mの楼門と3段構えの石垣、主屋と郷蔵・味噌蔵・籾蔵・道具蔵・材木蔵、御白州跡・銅勘定所・手習場・役宅・馬場などが現存している。

## 復元された陣屋

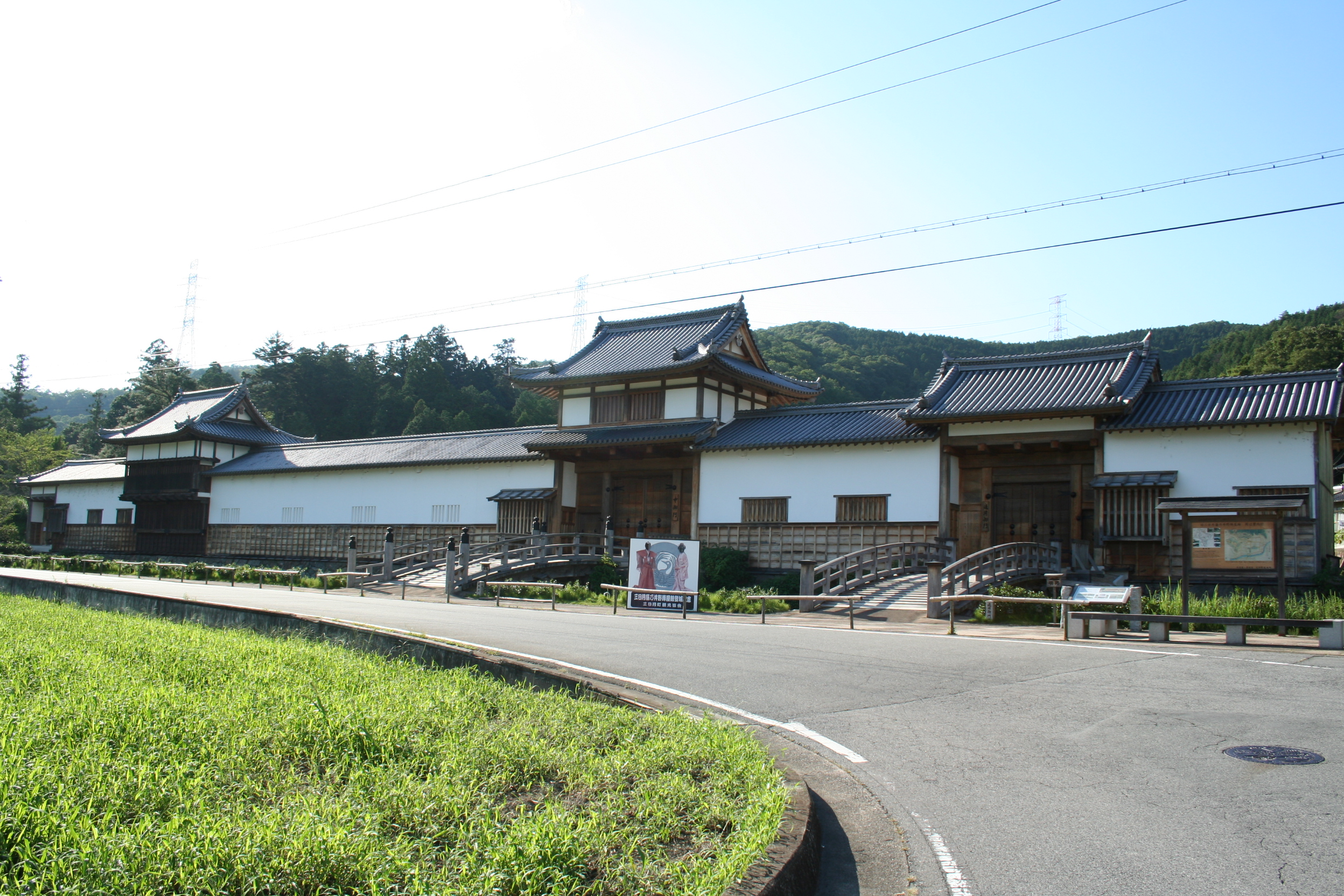
三日月陣屋 長屋門（復元）

- 水原代官所（新潟県阿賀野市） - 天領の代官陣屋。平面図を元に復元された。
- 佐渡奉行所（新潟県佐渡市） - 慶長8年(1603年)、徳川幕府の天領であった佐渡島を管理するため、相川に建てられた奉行所。相川陣屋とも呼ばれた。
- 飯島陣屋（長野県飯島町） - 天領の代官陣屋。古文書や発掘調査を元に本陣が復元された。歴史民俗資料館となっている。
- 山田奉行所（ 三重県伊勢市御薗町） - 伊勢神宮の守護・造営修理と祭礼、遷宮、門前町の支配、伊勢・志摩における訴訟、鳥羽港の警備・船舶点検などを担当した江戸幕府の奉行所。
- 三日月陣屋（兵庫県佐用町） - 播磨国佐用郡 藩庁の長屋門と橋が復元された。付属する物見櫓は現存建物。

## 遺構が一部残る陣屋
陣屋の門などの建物の一部や土塁、石垣等が現存することがあり、ほかに廃止後に移築されて建物の一部が現存する場合もある。

### 北海道地方
- 戸切地陣屋（北海道北斗市） - 幕末に松前藩により設置された陣屋。日本で初めて築造された西洋式星型要塞で、土塁や堀が現存する。
- 白老仙台藩陣屋（北海道白老郡白老町） - 幕末に仙台藩により設置された陣屋。蝦夷地防衛の役割を持っていた。資料館があり当時の様子を知ることができる。

### 東北地方
- 長瀞陣屋（山形県東根市） - 出羽国村山郡にあった。長瀞藩の陣屋。土塁の一部が現存。大手門と伝えられる門が2棟、移築現存する。
- 泉陣屋（福島県いわき市泉町） - 陸奥国菊多郡にあった。泉藩の藩庁。土塁の一部が現存。裏門1棟が移築現存する。
- 保原陣屋（福島県伊達市） - 陸奥国にあった。松平氏白河藩の陣屋（代官所）。門1棟が移築現存する。

### 関東地方

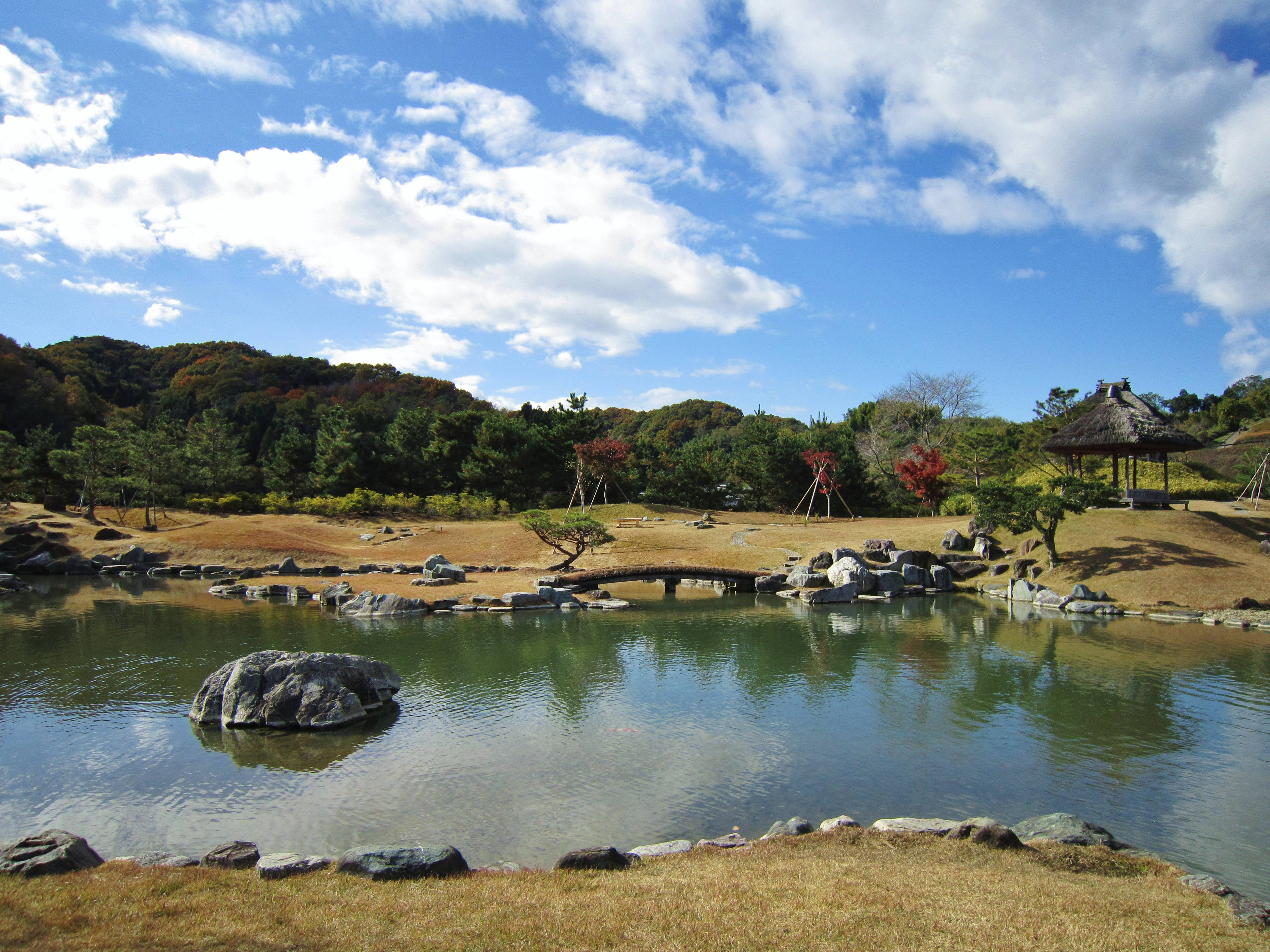
楽山園 小幡陣屋

- 府中陣屋（茨城県石岡市石岡） - 常陸国府中にある府中藩の藩庁が置かれた場所にある。土塁の一部が現存する。また、門が1棟移築現存する。
- 宍戸陣屋（茨城県笠間市平町） - 水戸徳川家御連枝の宍戸藩の藩庁。土塁の一部が現存する。また、表門が移築現存する。
- 牛久陣屋（茨城県牛久市城中町） - 牛久藩の藩庁。土塁と空堀の一部が現存する。門1棟が移築現存する。
- 谷田部陣屋（茨城県つくば市谷田部） - 常陸国筑波郡谷田部にあった。谷田部藩の藩庁。玄関1棟と門1棟が移築現存する。
- 足利陣屋（栃木県足利市雪輪町） - 下野国足利郡足利にあった。宇都宮藩の支藩足利藩の藩庁。井戸と稲荷神社が現存する。また、門が1棟移築現存する。
- 佐野陣屋（栃木県佐野市植下町） - 下野国安蘇郡にあった。佐野藩の藩庁。土塁の一部が現存する。また、大手門、裏門、中門が移築現存する。
- 喜連川陣屋（栃木県さくら市） - 下野国塩谷郡喜連川にあった。門1棟が移築現存する。
- 小幡陣屋（群馬県甘楽町） - 上野国甘楽郡にあった。陣屋の庭園「楽山園」が現存する。付属する茶屋や門が復元されている。
- 吉井陣屋（群馬県高崎市吉井町） - 上野国多胡郡にあった。吉井藩の藩庁。土塁の一部が現存する。また、表門が移築現存する。
- 伊勢崎陣屋（群馬県伊勢崎市） - 伊勢崎藩の藩庁。建物の一部と門が移築現存する。
- 七日市陣屋（群馬県富岡市七日市） - 上野国甘楽郡にあった。七日市藩の藩庁。御殿と中門が現存。門3棟が移築現存する。
- 岡部陣屋（埼玉県深谷市） - 岡部藩の藩庁が置かれた。埼玉県指定旧跡。長屋門と通用門が移築現存する。
- 生実陣屋（千葉県千葉市中央区） - 下総国千葉郡にあった生実城の跡に置かれた。生実藩の政庁。土塁と堀の一部が現存する。
- 六浦陣屋（神奈川県横浜市金沢区六浦） - 武蔵国久良岐郡にあった。六浦藩（武州金沢藩）の藩庁。陣屋入り口の石段が現存する。
- 大津陣屋（神奈川県横須賀市） - 相模国三浦郡大津にあった。江戸湾防備のために川越藩松平家が築いた陣屋。石橋が移築現存する。
- 荻野山中陣屋（神奈川県厚木市下荻野） - 相模国愛甲郡中荻野村にあった。荻野山中藩の藩庁。厚木市の史跡に指定されている。また、伝・裏門が移築現存する。

### 中部地方

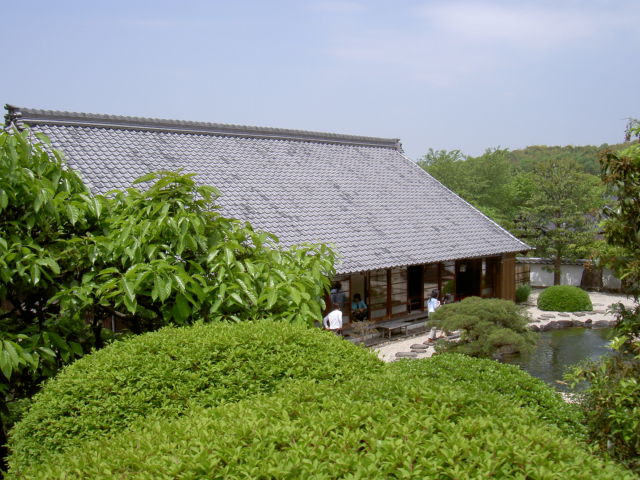
奥殿陣屋 書院

- 与板陣屋（新潟県長岡市与板町与板甲） - 越後国三島郡与板にあった。与板藩の藩庁で後に藩主井伊家が城主格となったため与板城（與板城）とも呼ばれる。大手門と切手門が移築現存する。
- 大聖寺陣屋（石川県加賀市大聖寺） - 加賀国江沼郡にあった。大聖寺藩の藩庁。藩主別邸（長流亭）のほか、土塁の一部が現存。
- 鯖江陣屋（福井県鯖江市屋形町） - 越前国今立郡にあった鯖江藩の藩庁。門2棟が移築現存する。
- 本保陣屋（福井県越前市本保町） - 越前国丹生郡本保村にあった天領・旗本領を統治した陣屋。明治期初頭に本保県県庁が設置された。堀跡とされる水路が残り、跡地は公園化されている。
- 若猪野陣屋（福井県勝山市） - 越前国大野郡若猪野村にあった美濃国郡上藩の飛び地陣屋。井戸および代官の墓所が残る。
- 市川代官所（山梨県市川三郷町） - 明和2年（1765年）、紺屋町陣屋（静岡市）の主張所として築かれ巨摩郡と八代郡を支配するために設置された陣屋（代官所）。門だけが残っている。甲斐一国が享保9年（1724年）以降、幕府領となった際に置かれた。明和2年（1765年）に駿府の紺屋町陣屋の出張陣屋として市川大門村に設置された。河内領と中郡領を中心に約三万石を支配した。寛政7年（1795年）陣屋が建替えられ本陣屋となった。文化年間（1804～1818年）初年には計247ヵ村・7万4876石余、ほかに預領9ヵ村・4822石余を管轄した。
- 伊豆木陣屋（長野県飯田市伊豆木） - 信濃国伊那郡にあった。交代寄合旗本の小笠原氏1千石の陣屋。書院と玄関が現存。陣屋跡には門と物見櫓の石垣が現存。
- 須坂陣屋（長野県須坂市大字須坂） - 信濃国高井郡にあった。須坂藩の藩庁。陣屋石垣、鐘楼1棟が陣屋跡に現存。門1棟が移築現存。
- 岩村田陣屋（長野県佐久市） - 信濃国佐久郡にあった。信濃岩村田藩の藩庁。蔵1棟が移築現存する。
- 阿島陣屋（長野県下伊那郡喬木村阿島） - は信濃国伊那郡にあった交代寄合旗本知久氏の陣屋。石垣と茶室（曙月庵）が現存している。
- 木曾代官所（長野県木曽郡木曽町福島） - 信濃国福島宿 (中山道)に置かれた。木曽代官・福島関所関守を務めた山村甚兵衛家の屋敷。建物・庭園等の一部が現存。
- 奥殿陣屋（愛知県岡崎市奥殿町） - 三河国額田郡奥殿に置かれた。1863年まで奥殿松平家奥殿藩の藩庁として使われた。書院、藩主墓所、土塁の一部が現存する。
- 西大平陣屋（愛知県岡崎市） - 三河国額田郡西大平に置かれた。大岡忠相によって1748年に立てられた西大平藩の藩庁。塀の一部と門が現存する。
- 重原陣屋（愛知県刈谷市） - 三河国碧海郡下重原村にあった。明治時代の重原藩の藩庁。1792年、陸奥国福島藩板倉氏が当初飛び地として得た三河国1万石の所領を管理するために置かれた。減封によって三河国内2万8千石でこの陣屋に入封した。玄関と門が移築現存する。
- 明知陣屋（岐阜県恵那市明智町） - 美濃国恵那郡明知にあった。当初は交代寄合で、後に江戸定府の旗本となった明知遠山氏の陣屋。陣屋の建物は残っていないが、代官の村上氏の屋敷と土蔵が残されている。
- 北方陣屋（岐阜県本巣郡北方町） - 美濃国本巣郡にあった旗本戸田氏の陣屋。戦国時代の北方城の城跡の一部に置かれた。門1棟が移築現存。
- 津田陣屋（岐阜県羽島郡笠松町） - 美濃国羽島郡にあった旗本津田氏の陣屋。旗本津田代官屋敷とも呼ばれる。現在は門と土塀が残っており、屋敷は岐阜県揖斐川町の上善明寺に移築され庫裏となっている。
- 高須陣屋（岐阜県海津市海津町高須） - 美濃国石津郡高須にあった。高須藩の藩庁。土塁と堀の一部が現存する。
- 西高木家陣屋（岐阜県大垣市上石津町） - 美濃国石津郡多良郷にあった。交代寄合旗本の高木家の陣屋。石垣、明治再建の主屋、門、石造の埋門が現存。土蔵は部材が解体されて保存されている。
- 野村陣屋（岐阜県揖斐郡大野町） - 野村藩の陣屋。堀跡と土塁の一部が残っている。また、南側の集落内にある民家に総門と藩庁門が移築され現存している。
- 竹中氏陣屋（岐阜県不破郡垂井町） - 美濃国不破郡岩手にあった。交代寄合旗本竹中家の陣屋として建てられた。水堀、土塁、石垣の一部と櫓門が現存する。

### 近畿地方

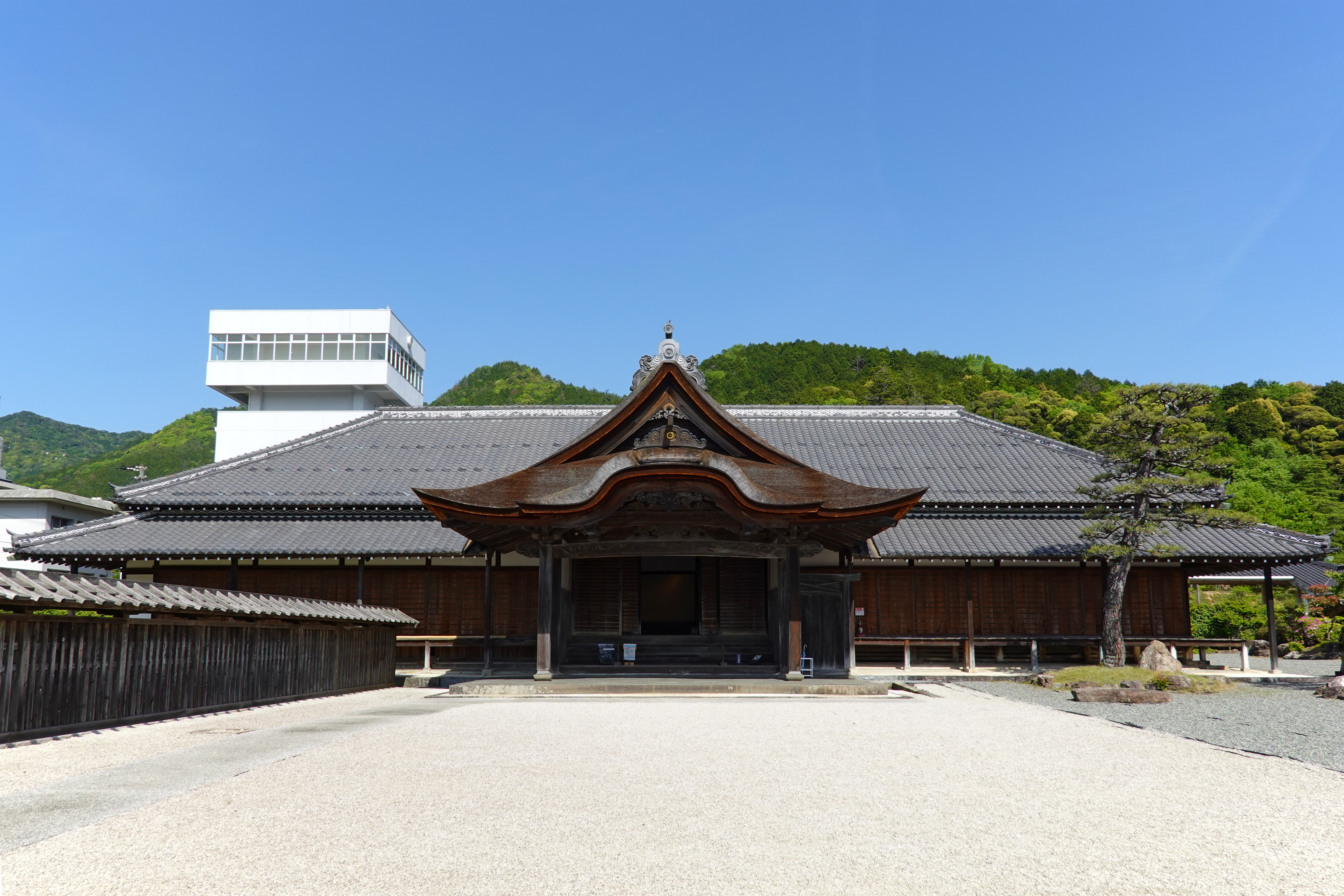
柏原陣屋 玄関

- 三上陣屋（ 滋賀県野洲市三上）- 近江国野洲郡にあった。三上藩の藩庁。
- 大溝陣屋（滋賀県高島市勝野） - 近江国高島郡にあった。大溝藩の藩庁。
- 仁正寺陣屋（滋賀県蒲生郡日野町） - 近江国蒲生郡にあった仁正寺藩の藩庁。後の西大路陣屋。
- 久美浜代官所（京都府京丹後市） - 天領の代官陣屋。丹後但馬7万石余の領地を治めた。
- 大和古市陣屋（奈良県奈良市） - 津藩における大和国の添上・山辺・十市郡、山城国の相楽郡の5万石を支配した陣屋。 陣屋勘定場の土蔵が残っている。
- 五条代官所（奈良県五條市） - 天領の代官陣屋。長屋門が現存する。現在は奈良地方裁判所支部の敷地となっている。
- 小泉陣屋（奈良県大和郡山市小泉町） - 大和国添下郡にあった。小泉藩の藩庁。
- 柳本陣屋（奈良県天理市柳本町） - 大和国式上郡にあった。柳本藩の藩庁。
- 芝村陣屋（奈良県桜井市芝） - 大和国式上郡にあったが、当初は戒重に陣屋を構えた。
- 櫛羅陣屋（奈良県御所市） - 1863年（文久3年）に築かれた。
- 麻田陣屋（大阪府豊中市蛍池中町） - 摂津国豊島郡にあった。麻田藩の藩庁。
- 伯太陣屋（大阪府和泉市伯太町） - 和泉国和泉郡伯太村にあった。伯太藩の藩庁。
- 狭山陣屋（大阪府大阪狭山市狭山） - 河内国丹南郡池尻村および半田村にあった。狭山藩の藩庁。
- 地黄城（大阪府豊能郡能勢町地黄） - 別名、地黄陣屋とも呼ばれている。
- 三田陣屋（兵庫県三田市屋敷町・天神の周辺） - 水堀が一部現存する。現在は県立有馬高校の敷地となっている。
- 兵庫陣屋（兵庫県神戸市兵庫区)摂津国兵庫津周辺。尼崎藩の兵庫津奉行所が後に幕府直轄となり勤番所が置かれた。
- 柏原陣屋（兵庫県丹波市柏原町） - 丹波国氷上郡にあった。柏原藩の藩庁。御殿の玄関と長屋門が現存する。
- 小野陣屋（兵庫県小野市西本町） - 播磨国加東郡にあった。小野藩の藩庁。
- 三草陣屋（兵庫県加東市東山国） - 播磨国加東郡にあった。三草藩の藩庁。
- 安志陣屋（兵庫県姫路市） - 播磨国宍粟郡にあった。安志藩の陣屋。表門が残っている。
- 豊岡陣屋（兵庫県豊岡市京町） - 但馬国城崎郡にあった。豊岡藩の藩庁。

### 中国地方
- 足守陣屋（岡山県岡山市北区足守） - 備中国加陽郡にあった。足守藩の藩庁。
- 庭瀬陣屋（岡山県岡山市北区庭瀬） - 庭瀬藩の藩庁。
- 浅尾陣屋（岡山県総社市門田） - 備中国賀陽郡浅尾村にあった。浅尾藩の藩庁。
- 岡田陣屋（岡山県倉敷市真備町岡田） - 備中国下道郡岡田にあった。岡田藩の陣屋。
- 川辺陣屋（岡山県倉敷市真備町川辺） - 元禄年間に岡田藩が川辺宿に陣屋を移した。
- 倉敷代官所（岡山県倉敷市本町） - 備中国窪屋郡倉敷村にあった。備中・美作・備後・讃岐沖合などの幕府領地（約6万373石）を管轄統治した代官所。
- 上下代官所（広島県府中市上下町） - 元禄11年（1698年） 水野家が断絶した翌年、幕府は備前藩主池田綱政に、福山藩の検地を行わせ、5万余石を打ち出した。このため、幕府は、神石郡、甲奴郡、安那郡5万石余を直轄領として、元禄13年（1700年）上下に代官所をおいた。やがて享保2年（1717年）、中津領に2万石が割かれたのを機会に、代官所は石見大森代官所支配に合わされ、その出張(でばり)陣屋と改められて、神石郡10ヵ村、甲奴郡12ヵ村を管轄した。現在は市役所支所として利用されているが、周囲の石垣は往時のままである。
- 吉田陣屋（広島県安芸高田市） - 安芸国高田郡にあった。広島新田藩の陣屋。

### 四国地方

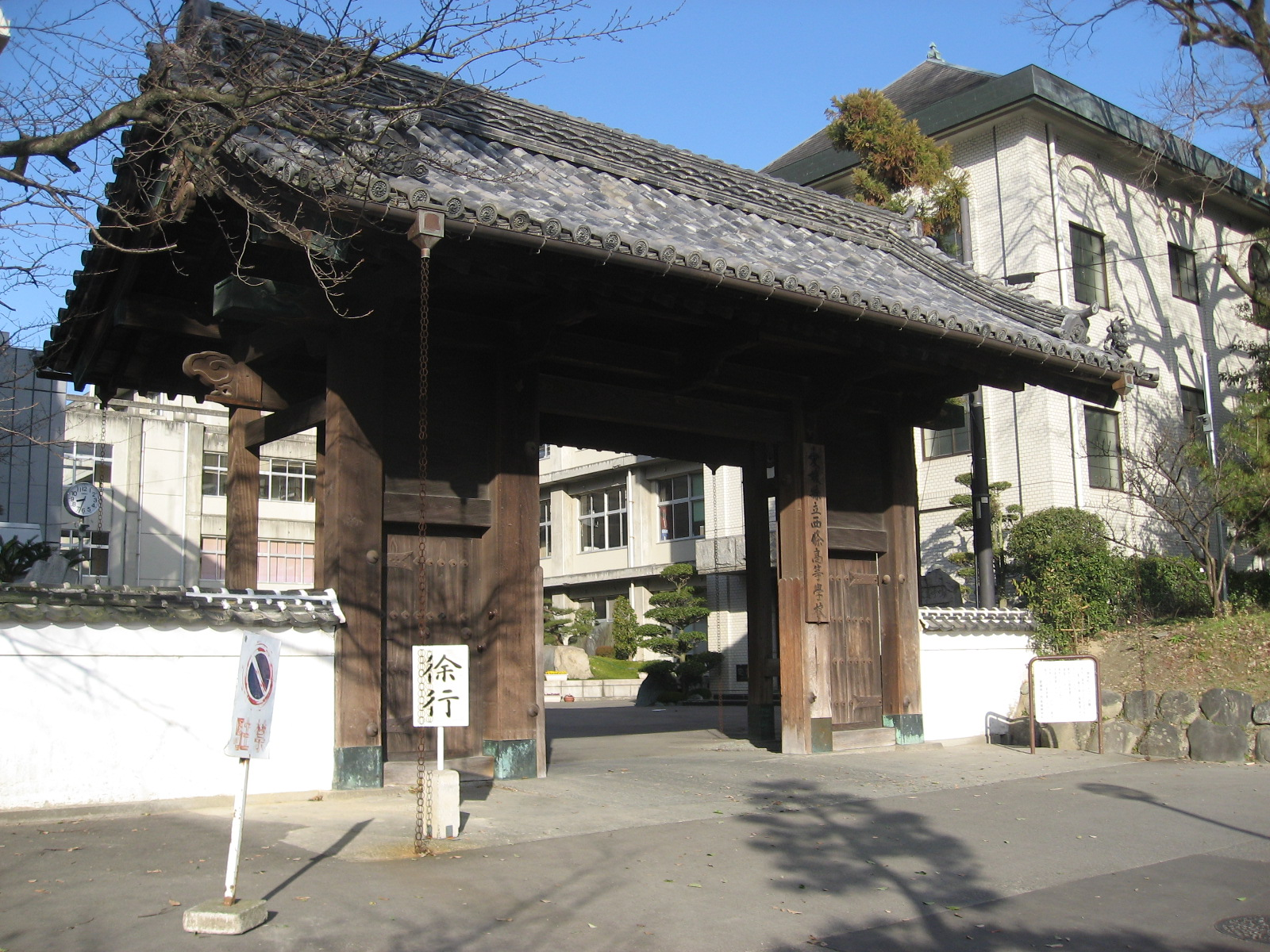
西条陣屋 大手門

- 伊予吉田陣屋（愛媛県宇和島市吉田町） - 伊予国宇和郡にあった。宇和島藩の支藩吉田藩の陣屋。
- 小松陣屋（愛媛県西条市小松町新屋敷） - 伊予国新居郡にあった。小松藩の藩庁。
- 西条陣屋（愛媛県西条市明屋敷） - 伊予国新居郡西条にあった。西条藩の藩庁。大手門や堀が現存する。現在は県立西条高校の敷地となっている。
- 新谷陣屋（愛媛県大洲市新谷町） - 伊予国喜多郡にあった。大洲藩から分知された新谷藩の藩庁。

### 九州・沖縄地方

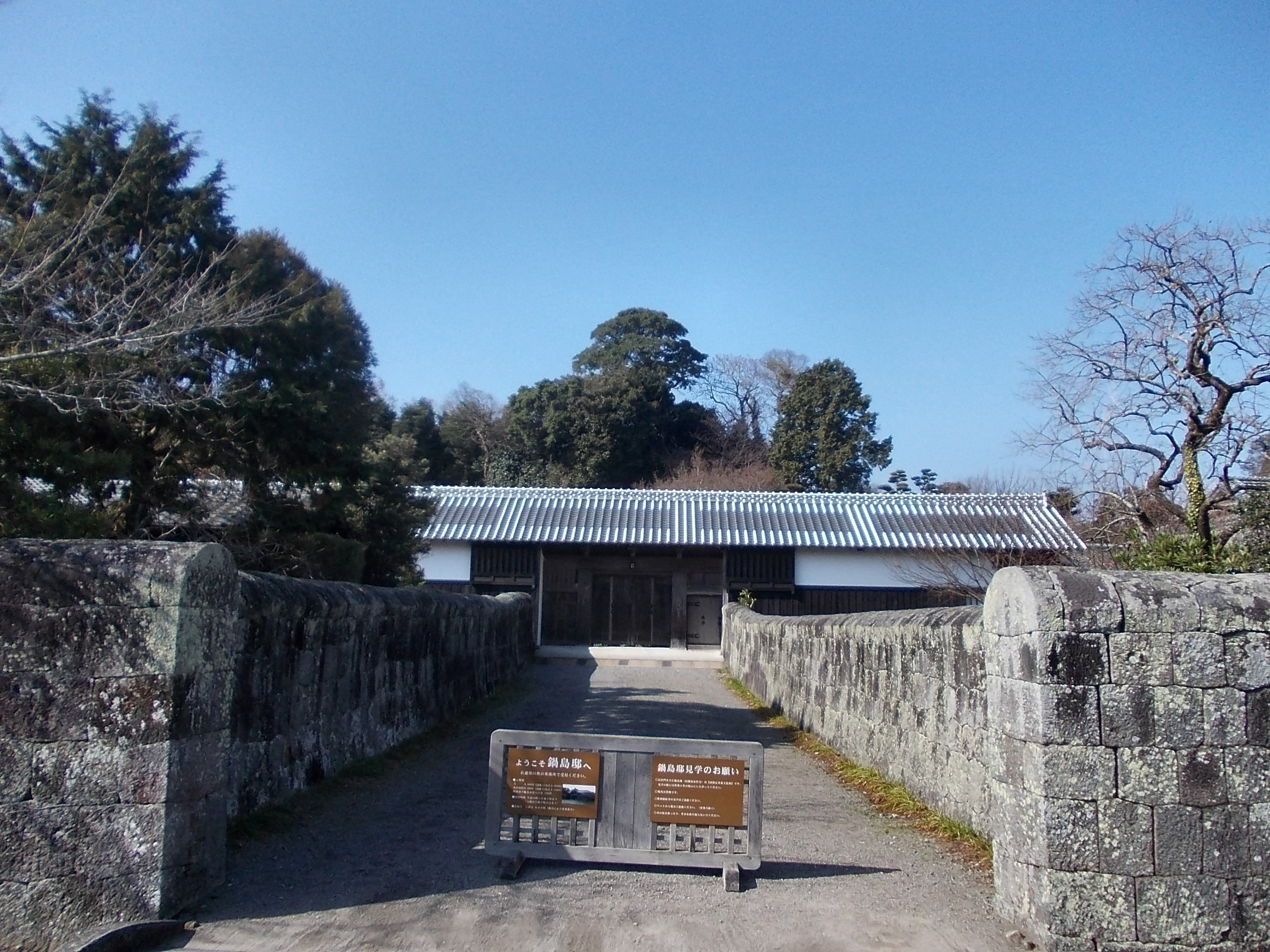
神代陣屋 長屋門

- 豊津陣屋（福岡県京都郡みやこ町豊津） - 小倉藩（後の豊津藩）の藩庁として明治維新期に置かれた。
- 諫早陣屋（長崎県諫早市東小路町） - 肥前国高来郡諫早にあった。佐賀藩鍋島家家老諌早氏の陣屋。御書院が現存する。
- 神代陣屋（長崎県雲仙市国見町神代丙） - 佐賀藩神代領領主鍋島氏の陣屋。長屋門が現存する。御殿が残るが大部分は明治以降に新築、増築されたものである。
- 島原領豊州陣屋（大分県豊後高田市玉津字本丸） - 1669年に松平氏島原領の飛び地支配のために豊後高田城跡に置かれた。
- 四日市陣屋（豊前国）（大分県宇佐市四日市） - 豊前国中津藩領からの召し上げによって幕府直轄領として代官陣屋が置かれた。門が現存する。
- 森陣屋（大分県玖珠郡玖珠町） - 豊後国玖珠郡森にあった。来島氏森藩の藩庁。茶屋・陣屋跡石垣が現存する。

## 建物・遺構が現存しない陣屋

### 樺太
- 穴陣屋（久春古丹） - 延宝7年（1679年）松前藩が、久春古丹（樺太庁大泊郡大泊町楠渓）に設けた陣屋。
- 留多加出張陣屋（留多加町） - 文化6年（1809年）西蝦夷地から樺太が分立し、北蝦夷地となった。この年弘前藩が留多加(ルウタカ)に陣屋を築城し警固に当たった。
- 白主陣屋（好仁村） - 秋田藩の警護地。

### 北海道地方
- 増毛勤番越冬陣屋（北海道増毛町） - 文化6年（1809年）に設置された津軽藩の陣屋。安政2年（1855年）以降は秋田藩が管理した。
- ネモロ陣屋（北海道根室市） - 仙台藩の警護地。根室場所付島々（花咲郡の島嶼部）を管轄した。
- 標津陣屋（北海道標津町） - 安政6年（1859年）会津藩は、西別から紋別までの経営と警備を幕府から任され、標津町ホニコイに陣屋を築いて任にあたった。ホニコイには、北辺防衛会津藩士顕彰碑がある。
- 十勝陣屋（北海道広尾町） - 幕末に仙台藩により設置された陣屋。
- ハママシケ陣屋（北海道石狩市） - 幕末に存在した荘内藩の陣屋。万延元年（1860年）に設けられ、脇陣屋が天塩、苫前、留萌に設けられた。
- 天塩脇陣屋（北海道天塩町） - 幕末に存在した荘内藩の脇陣屋。
- 苫前脇陣屋（北海道苫前町） - 幕末に存在した荘内藩の脇陣屋。
- 留萌脇陣屋（北海道留萌市） - 幕末に存在した荘内藩の脇陣屋。
- 箱館奉行所（北海道函館市） - 江戸幕府の奉行所
- 南部陣屋（北海道函館市） - 幕末に所在した南部藩の陣屋。脇陣屋がモロラン(室蘭）ヲシャマンベ（山越郡長万部町）砂原南部藩屯所（茅部郡森町砂原）にあった。
- モロラン脇陣屋（北海道室蘭市） - 幕末に所在した南部藩の脇陣屋。
- ヲシャマンベ脇陣屋（北海道長万部町） - 幕末に所在した南部藩の脇陣屋。

### 東北地方
- 黒石陣屋（青森県黒石市内町） - 陸奥国津軽郡にあった弘前藩から分知した交代寄合旗本黒石津軽家（5千石）の陣屋である。
- 岩崎藩陣屋（秋田県湯沢市） - 岩崎藩の陣屋。
- 一関陣屋（岩手県一関市） - 延宝9年（1681年）3月に陸奥岩沼より田村建顕（宗永）が一関藩に移封され、その後西端の磐井川と東端の吸川との間につくられ、中心は釣山の北麓に藩主居館（現町名・城内）があった。
- 浅川陣屋（福島県石川郡浅川町） - 陸奥国石川郡浅川村に置かれた越後高田藩浅川領の奉行所・幕府領の代官所である。
- 塙代官陣屋（福島県東白川郡塙町） - 陸奥国白川郡塙村に置かれた幕府領の代官所である。
- 梁川陣屋（福島県伊達市梁川町） - 陸奥国伊達郡にあった梁川城跡を利用して築かれた陣屋。梁川藩松平氏、松前氏などが入ったほか、幕府が代官所として利用した。
- 田島陣屋（福島県南会津郡南会津町）- 寛永20年（1643年）江戸幕府が直轄領の南山御蔵入5万5千石の管理のため築いた代官陣屋。寛政2年（1790年）から会津藩が預かり支配を行った。

### 関東地方
- 桐生陣屋（群馬県桐生市西久方町） - 江戸幕府が直轄領の桐生を管理するために設置した陣屋。
- 日光奉行所（栃木県日光市） - 元禄13年(1700年)8月、江戸幕府が設置した奉行所。
- 益子陣屋（栃木県芳賀郡益子町） - 慶長9年(1604年)下野国那須郡黒羽藩主大関資増の陣屋となり、益子村、生田目村、上大羽村、深沢村、七井村、清水村の6ヶ村を統治した。
- 真壁陣屋（茨城県桜川市真壁町） - 当初は真壁藩の藩庁として、のちに笠間藩による真壁支配のための陣屋。
- 松山陣屋（埼玉県東松山市） - 武蔵国比企郡松山町にあった前橋藩の陣屋。東松山市指定史跡。

#### 千葉県
- 金ヶ作陣屋（千葉県松戸市常盤平陣屋前） - 下総国葛飾郡金ヶ作に設置された江戸幕府の陣屋。主に小金牧などを管轄するために設けられた。
- 高岡陣屋（千葉県成田市) - 高岡藩の陣屋。
- 多古陣屋（千葉県香取郡多古町) - 多古藩の陣屋。
- 折戸陣屋（千葉県山武市)折戸 - 旗本山口氏の陣屋。
- 貝淵陣屋（桜井陣屋)、(千葉県木更津市貝淵） - 貝淵藩及び桜井藩の陣屋。廃藩置県後に木更津県の県庁が設置された。
- 飯野陣屋（千葉県富津市） - 飯野藩の藩庁が置かれた 陣屋である。発掘は実施されている。
- 一宮陣屋（千葉県長生郡一宮町） - 長狭郡一宮に存在した日本の城。通称は「城山」と呼ばれた。中世末期に一旦廃城となったが、江戸時代後期に一宮藩の陣屋として再建された。

#### 東京都
- 森下陣屋（東京都青梅市森下町） - 八王子の陣屋の出張所。現在は熊野神社の境内[8]。
- 八丈島代官所（東京都八丈町） - 後北条氏や江戸幕府が代官所を置いたのが島の中心地である大賀郷で、代官所跡は現在、陣屋と呼ばれ、美しい玉石垣が残っている。

#### 神奈川県
- 岡津陣屋（神奈川県横浜市泉区岡津町） - 相模国鎌倉郡にあった陣屋。岡津代官所とも称する。付近の天領支配のために設けられた。
- 小杉陣屋（神奈川県川崎市中原区小杉陣屋町二丁目） - 江戸時代初期の旗本天領代官、用水奉行小泉次大夫吉次の陣屋。
- 浦賀奉行所（神奈川県横須賀市） - 享保5年（1720年）に江戸湾内の経済活動の活発化に伴って奉行所が伊豆下田より移転。浦賀の港の警備、船舶の監督、貨物検査、当地の民政が役務とした。

### 中部地方

#### 新潟県
- 新潟町奉行所（新潟県新潟市中央区西堀通） - 長岡藩が延宝4年（1676年）に設置した奉行所。
- 柏崎陣屋（新潟県柏崎市大久保） - 桑名藩が越後の領地を統治した陣屋。
- 小千谷陣屋（新潟県小千谷市元町） - 小千谷は天領だったため、陣屋は大きくなり、代官屋敷など多くの建物が建てられた。
- 高柳陣屋（新潟県妙高市高柳） - 高柳藩が領地を統治した陣屋。

#### 石川県
- 七尾陣屋（石川県七尾市） - 前田利家の妻の甥の土方雄久が、越中新川郡で1万石を領知し、後に能登国へ移封された。土方雄久は、山崎村（七尾市）に陣屋を設けた。土方雄久から雄重・雄直と続き、4代目の雄隆は、延宝9年（1681年）、自分の領地の一部を弟の雄賀に与え、雄賀はその一部(150石)を次男の長十郎に分け与えた。ところが、雄隆がお家騒動を起こしたため、貞享元年（1684年）、領地を没収されて天領となり、幕府は、下村に代官所を設置し、手代を常置させ直接支配した。

#### 福井県
- 松岡館（松岡陣屋、福井県吉田郡永平寺町松岡葵） - 越前国松岡藩の藩庁。50年ほどで廃止。陣屋があった当時は御館（松岡御館）と呼ばれていた。所縁とされる椿の木が残る。
- 本保出張陣屋（福井県越前市） -享保6年(1721年)江戸幕府の飛騨高山陣屋の出先として築かれた。越前国にある幕府直轄領を管理する天領陣屋。
- 千福陣屋（福井県越前市） - 越前国南条郡千福村にあった。美濃郡上藩の飛び地管理のための陣屋。
- 敦賀陣屋（鞠山陣屋、福井県敦賀市） - 越前国敦賀郡にあった。鞠山藩（敦賀藩）の藩庁が置かれた。日本三大陣屋のひとつ。陣屋跡は整地され、民間企業の保養所が建てられていたが現在は更地。私有地につき立ち入りできない。隣接する鞠山神社は藩祖の酒井忠稠を祭る。陣屋大名であり当主は定府であった敦賀藩は、のちに城主格となり、同時に参勤交代の義務が課せられている。

#### 山梨県
- 谷村陣屋（山梨県都留市） - 韮山代官所の業務を補佐する出先機関。
- 甲府代官所（山梨県甲府市中央三丁目） - 甲斐国の代官所。甲斐一国が享保9年（1724年）以降、幕府領となった際に置かれた。

#### 長野県
- 中野陣屋（長野県中野市） - 天領代官所（代官陣屋）のひとつ。
- 中之条陣屋（長野県埴科郡坂城町） - 天領代官所（代官陣屋）のひとつ。
- 御影陣屋（長野県小諸市） - 天領代官所（代官陣屋）のひとつ。
- 田野口陣屋（長野県佐久市） -　龍岡藩(田野口藩)の陣屋。
- 荒町陣屋 (長野県飯田市) - 千村平右衛門家が、明暦3年（1657年）信州伊那郡の幕府の預地を支配するために、箕瀬羽場(長野県飯田市箕瀬町・羽場町)に置いていた陣屋を、荒町(長野県飯田市中央通り2丁目)に移転した。千村氏陣屋とも呼ばれ、面積は1,900坪あった。
- 山吹陣屋（長野県下伊那郡高森町山吹） - 信濃国伊那郡にあった交代寄合旗本座光寺氏の陣屋。
- 塩尻陣屋（長野県塩尻市） - 天領代官所（代官陣屋）のひとつ。
- 木曾材木奉行所（長野県上松町） - 尾張藩の木曽谷における材木役所。上松材木役所、上松御陣屋、原畑役所とも呼ばれた。

#### 静岡県
- 下田奉行所（静岡県下田市） - 伊豆下田の港の警備、船舶の監督、貨物検査、当地の民政が役務であった。1,000石高の職で役料が1,000俵支給された。当初元和2年（1616年）に伊豆下田に置かれていたが、享保5年（1720年）には江戸湾内の経済活動の活発化に伴って相模浦賀に移転した。
- 三島陣屋（静岡県三島市） - 韮山代官所の業務を補佐する出先機関。
- 松岡陣屋（静岡県富士市） - 韮山代官所の業務を補佐する出先機関。
- 小島陣屋（静岡県静岡市清水区） - 小島藩の陣屋。
- 駿府町奉行所（静岡県静岡市葵区） - 駿府の町政の他、駿河国内の天領の主に公事方を扱った。駿府城代ではなく老中の支配に属した。駿府城代と協議して駿府を通行する諸大名諸士の密察、駿河や伊豆の裁判仕置、久能山東照宮の警衛を役務とした。横内組町奉行と大手町奉行があった。慶長12年（1607年）に設けられたが、元和2年（1616年）以後しばらく廃職となる。寛永9年（1632年）4月に再置されてから、元禄15年（1702年）9月まで2人体制を継続した。元禄15年（1702年）9月に1人役と改め、横内組町奉行を廃止した。
- 紺屋町陣屋（静岡県静岡市葵区）
- 島田陣屋（静岡県島田市） - 韮山代官が東海道筋川々普請御用を担当した際の業務を補佐した出先機関。寛政6年(1794年)駿府町奉行所に統合され紺屋町陣屋の出張陣屋となり明治に至った。
- 横内陣屋（静岡県藤枝市） - 岩村藩が駿河国内15か村を統治した陣屋。
- 相良陣屋（静岡県牧之原市） - 相良藩の陣屋。
- 堀江陣屋（静岡県浜松市中央区舘山寺町堀江） - 遠江国敷知郡にあった堀江城跡に置かれた。江戸時代の高家大沢氏の陣屋。

#### 愛知県
- 畠村陣屋（愛知県田原市福江町） - 三河国渥美郡畠村にあった、大垣新田藩の藩庁。
- 赤坂陣屋（愛知県豊川市） - 三河国宝飯郡赤坂宿にあった。江戸幕府が三河国の天領を支配するための代官所。
- 新城陣屋（新城城、愛知県新城市） - 新城藩の藩庁。
- 坂崎陣屋（愛知県額田郡幸田町） - 慶長19年（1614年）、旗本の大久保彦左衛門が設けた陣屋。大久保陣屋とも呼ばれる。
- 深溝陣屋（愛知県額田郡幸田町） - 元和元年（1615年）、深溝城が廃城となり、以後陣屋と称した。
- 足助陣屋（愛知県豊田市） - 三河国加茂郡足助町にあった。旗本本多氏の陣屋。
- 保久陣屋（愛知県豊田市） - 三河国加茂郡保久村にあった。旗本保久石川氏の陣屋。
- 大島陣屋（愛知県豊田市） - 三河国加茂郡大島村にあった。旗本大島石川氏の陣屋。
- 則定陣屋（愛知県豊田市） - 三河国加茂郡則定村にあった。旗本鈴木氏の陣屋。
- 寺部陣屋 (愛知県豊田市） - 三河国加茂郡寺部村にあった。尾張藩家老の渡辺氏1万4千石の陣屋。
- 伊保陣屋（愛知県豊田市） - 三河国加茂郡上伊保村にあった。伊保藩の陣屋。御山前陣屋とも呼ばれた。

寛永15年（1638年）4月27日に伊保藩は廃藩となり、その所領は幕府領となった。
- 安城陣屋（愛知県安城市） - 三河国碧海郡安城村にあった。旗本久永氏の陣屋。
- 大浜陣屋（愛知県碧南市） - 三河国碧海郡にあった。若年寄の水野忠友の陣屋。明和5年（1768年）に設置されたが、安永6年（1777年）、忠友は側用人となり七千石が加増され、沼津藩が成立したため廃された。
- 水野代官所（愛知県瀬戸市） - 天明元年（1781年）に設置された尾張藩の代官所。水野陣屋とも呼ばれた。初代代官には、御林方奉行職の水野正恭が任命され、春日井郡・愛知両郡・美濃国の一部109箇村、計6万石を管理した。
- 小牧代官所（愛知県小牧市） - 尾張徳川家の別荘の小牧御殿）の敷地内に存在した尾張藩の代官所。
- 鳴海代官所（愛知県名古屋市緑区）- 東海道鳴海宿にあった尾張藩の代官所。鳴海陣屋とも呼ばれた。
- 熱田奉行所（愛知県名古屋市熱田区） - 宮宿(熱田湊)にあった尾張藩の奉行所。船舶の取締りをする船奉行、その下に船番所・船会所などをおいて、旅人や貨物の検察・保安にあたった。
- 白鳥材木奉行所（愛知県名古屋市熱田区） - 熱田湊にあった尾張藩の奉行所。木曽川で運ばれてきた材木の集約と管理を行った。
- 佐屋代官所（愛知県愛西市） - 尾張国海東郡佐屋湊にあった尾張藩の代官所。
- 鵜多須代官所（愛知県愛西市）- 尾張藩の代官所。
- 清須代官所（愛知県清須市）- 尾張藩の代官所。
- 横須賀代官所（愛知県東海市）- 尾張藩の代官所。

#### 岐阜県
- 切通陣屋（岐阜県岐阜市切通六丁目） - 江戸後期、磐城平藩安藤氏によって、加増された美濃国内1万8千石の所領管理のために長森城の跡に置かれた。
- 中津川代官所（岐阜県中津川市） - 尾張藩の重臣で木曾代官の山村甚兵衛家が美濃恵那郡内の知行地を管轄した代官所。
- 東野陣屋（岐阜県恵那市東野） - 岩村藩の陣屋。
- 釜戸陣屋（岐阜県瑞浪市） - 旗本釜戸馬場氏の陣屋。
- 小里陣屋（岐阜県瑞浪市） - 旗本小里氏の陣屋。元和9年（1623年）、小里氏の無嗣断絶により廃止。
- 妻木陣屋（岐阜県土岐市） - 旗本妻木氏の陣屋。万治元年（1658年）、妻木氏の無嗣断絶により廃止。
- 久々利役所（岐阜県可児市） - 美濃国可児郡久々利村にあった江戸幕府の交代寄合で木曾衆の一つ山村甚兵衛家の陣屋。後に尾張藩と幕府との両方に仕えた。
- 千村陣屋（岐阜県可児市） - 美濃国可児郡久々利村にあった江戸幕府の交代寄合で木曾衆の一つ千村平右衛門家の陣屋。後に尾張藩と幕府との両方に仕えた。
- 徳野陣屋（岐阜県可児市） - 美濃国可児郡徳野村にあった徳野藩の藩庁。承応2年（1653年）、平岡氏の改易により廃止。
- 太田代官所（岐阜県美濃加茂市） - 美濃国加茂郡太田村にあった尾張藩の代官所。
- 錦織川並材木奉行所（岐阜県加茂郡八百津町） - 美濃国可児郡錦織村にあった尾張藩の奉行所。
- 牧野川並材木奉行所（岐阜県加茂郡八百津町） - 美濃国加茂郡牧野村にあった尾張藩の奉行所。
- 川辺陣屋（岐阜県加茂郡川辺町） - 美濃国加茂郡中川辺村にあった。旗本大島氏の陣屋。
- 下川辺出張陣屋（岐阜県加茂郡川辺町） - 美濃国加茂郡下川辺村にあった。飛騨郡代の出張陣屋。
- 上有知代官所（岐阜県美濃市） - 美濃国武儀郡上有知村にあった。尾張藩の代官所。
- 下洞陣屋（岐阜県郡上市） - 美濃国郡上郡下洞村にあった。旗本和良遠藤氏の陣屋。
- 西乙原陣屋（岐阜県郡上市） - 美濃国郡上郡西乙原村にあった。旗本乙原遠藤氏の陣屋。
- 更木陣屋（岐阜県各務原市） - 美濃国各務郡にあった旗本徳山氏の陣屋。
- 新加納陣屋（岐阜県各務原市） - 美濃国各務郡新加納にあった旗本坪内氏の陣屋。
- 高富陣屋（岐阜県山県市） - 美濃国山県郡高富にあった。高富藩の陣屋。
- 笠松陣屋（岐阜県羽島郡笠松町） - 美濃国羽栗郡にあった美濃郡代の陣屋。
- 円城寺川並奉行所（岐阜県羽島郡笠松町） - 尾張藩は円城寺に川並奉行を置き、木曽川を通る船や積荷を取り締まりを行った。
- 石河陣屋（岐阜県羽島市） - 美濃国にあった、尾張藩家老石河家の陣屋。
- 南方陣屋（岐阜県大垣市北方） - 美濃国安八郡北方村にあった。岩村藩の陣屋。既に本巣郡に旗本戸田氏の北方陣屋が存在したため、区別するために南方陣屋と称した。
- 揖斐陣屋（岐阜県揖斐郡揖斐川町） - 美濃国大野郡三輪にあった旗本岡田氏の陣屋。
- 今尾陣屋（岐阜県海津市平田町今尾） - 美濃国安八郡にあった尾張藩附家老を務めた今尾藩竹腰氏の陣屋。

#### 三重県
- 四日市陣屋（三重県四日市市北町） - 江戸幕府が天領である四日市を管理するために設置した代官所。
- 菰野陣屋（三重県三重郡菰野町） - 慶長6年（1601年）、菰野藩の陣屋。
- 白子代官所（三重県鈴鹿市） - 寛永11年（1634年）、紀州藩が郡奉行所を設置したが後に代官所に改めた。伊勢国の三重郡・河曲郡・安芸郡・一志郡の5万石の領地を支配した。
- 久居陣屋（三重県津市） - 久居藩藤堂氏の陣屋。
- 奥熊野代官所（三重県熊野市木本町） - 元和5年(1619年)紀州藩初代藩主の徳川頼宣が牟婁郡奥熊野を統治するために置いた代官所。

### 近畿地方

#### 滋賀県
- 宮川陣屋（滋賀県長浜市） - 近江宮川藩の陣屋。
- 山上陣屋（滋賀県東近江市） - 山上藩の陣屋。
- 根来陣屋（滋賀県近江八幡市安土町東老蘇） - 旗本根来氏の陣屋。
- 代官信楽御陣屋（滋賀県甲賀市） - 多羅尾氏が徳川幕府より信楽代官領をはじめ近江・畿内の天領代官職を任された。地元では「多羅尾代官」と言われ、多羅尾氏の屋敷内に「代官信楽御陣屋」を置いた。
- 大津奉行所（滋賀県大津市） - 徳川家康は、慶長5年（1600年）に末吉勘兵衛を大津奉行、翌年には大久保長安を大津代官に任命して奉行と代官を分離した。元和元年（1615年）に大津奉行を遠国奉行として大津代官をその指揮下としたが、享保7年（1722年）にともに廃止されて京都町奉行に統合された。大津代官所は明和9年（1772年）に復活し、以後は石原氏が幕末までほぼ世襲した。

#### 京都府
- 京都代官所（京都府京都市上京区） - 寛永11年（1635年）、五味豊直が京都の代官奉行に任じられ、二条城の西側に陣屋を設置したために「京都郡代」と呼称されたのが最初と言われる。郡代の職務を、京都町奉行・京都代官・伏見奉行に分割していた。京都所司代の支配下に置かれて京都周辺の天領・皇室領・公家領の支配を行うなど畿内における江戸幕府・朝廷の財政を主として管轄した。
- 京都町奉行所 - 寛文8年12月8日（1669年1月10日）に京都代官から分離する形で設置された。老中支配であるが、任地の関係で実際には京都所司代の指揮下で職務を行った。東西の奉行所が設置され、東御役所・西御役所と呼ばれていた。
- 伏見奉行所（京都府京都市伏見区） - 伏見城廃城に伴い、元和9年12月（1624年1月）伏見奉行が置かれ、江戸幕府成立期には、畿内近国八か国を総監する上方郡代を兼ねた。最初の奉行小堀政一（遠州）は、寛永9年（1632年）、伏見城南方清水谷の山口駿河守屋敷にあった奉行所と六地蔵西町の小堀遠江守屋敷の居宅を、伏見城西方常磐町の富田信濃守屋敷跡に移転新築。幕末の慶応4年（1868年）の鳥羽・伏見の戦いで焼失するまで、江戸時代を通してその屋敷に奉行所が置かれることになる。遠州流茶道の祖・政一により作られた新しい奉行屋敷は、3つの茶室「松翠亭」「転合庵」「成趣庵」や、数奇屋「松翠亭」、伏見城の礎石などを利用した庭園を擁し、自身が茶道師範を務めた3代将軍徳川家光を迎えるなど、政務と茶の湯が深く交わっていた。寛文6年3月（1666年）に改めて伏見奉行が創設されるも、他の遠国奉行とは違い大名か旗本の中でも大名格の者が任命された。元禄9年～11年（1696～1698）および文化5年～7年（1808年～1810年）の二度の中断を挟み、慶応3年（1867年）の廃止まで続き、伏見城の城下にあった伏見町と周辺の8カ村を管轄するほか、宇治川（淀川）にて京都と大阪（大坂）を結ぶ水運の拠点・伏見港の支配と参勤交代の西国大名の監視、京都御所の警備などにあたった。
- 綾部陣屋（京都府綾部市） - 綾部藩の陣屋。
- 山家陣屋（京都府綾部市） - 山家藩の陣屋。
- 峰山陣屋（京都府京丹後市峰山町） - 峰山藩の陣屋。

#### 奈良県
- 奈良奉行所（奈良県奈良市） - 慶長18年（1613年）に興福寺・東大寺など南都の大寺院の監視とその門前町（北町・南町）の支配のため設置。南都町奉行とも呼ばれる。老中支配だが、直接には京都所司代の指揮下にあり、その主要任務は春日大社の警衛と神事であった。
- 柳生陣屋（奈良県奈良市柳生町） - 柳生藩の居館。かつての柳生氏の本城である柳生城に隣接している。
- 小泉陣屋（奈良県大和郡山市） - 小泉藩の陣屋。
- 田原本陣屋（奈良県磯城郡田原本町） - 田原本藩の陣屋。
- 櫛羅陣屋（奈良県御所市） - 文久3年（1863年）に築かれた櫛羅藩の陣屋。
- 柳本陣屋（奈良県天理市） - 柳本藩の陣屋。

#### 大阪府
- 土佐藩住吉陣屋（大阪府大阪市住吉区） - 1861年、幕府より住吉浜海岸警備を命じられた土佐藩が設置した。土佐藩が住吉大坂湾防衛のために設置された陣屋のひとつ。
- 堺奉行所（大阪府堺市堺区） - 江戸幕府が幕府直轄領（天領）内の重要な場所に置いた遠国奉行の一つで、堺及び和泉・河内両国の天領を統治した。
- 麻田陣屋（大阪府豊中市） - 摂津国豊島郡にあった麻田藩の陣屋
- 伯太陣屋（大阪府和泉市） - 元禄11年＾1698年）に渡辺基綱は和泉国大鳥郡大庭寺村（現在の大阪府堺市南区大庭寺）に陣屋を移し、大庭寺藩が立藩された。しかし享保12年（1727年）、基綱は陣屋を和泉国和泉郡伯太村に移し、伯太藩が成立した。
- 丹南陣屋（大阪府松原市丹南3丁目） - 河内国丹南郡丹南村にあった丹南藩の藩庁。

#### 兵庫県
- 山崎陣屋（兵庫県宍粟市） - 播磨国宍粟郡にあった山崎藩の陣屋。
- 林田陣屋（兵庫県姫路市） - 播磨国揖東郡にあった林田藩の陣屋。
- 三日月陣屋（兵庫県佐用町） - 播磨国佐用郡にあった三日月藩の陣屋。
- 三草陣屋（兵庫県加東市） - 播磨国加東郡にあった三草藩の陣屋。
- 村岡陣屋（兵庫県美方郡香美町） - 但馬国七美郡にあった交代寄合旗本の山名氏の陣屋。

### 中国地方
- 若桜陣屋（鳥取県八頭郡若桜町） - 若桜藩の陣屋。
- 倉吉陣屋（鳥取県倉吉市） - 鳥取藩家老の荒尾志摩家の陣屋。
- 隠岐陣屋（島根県隠岐の島町）- 寛永15年（1638年）に松平直政が出雲に入り、以後の隠岐は幕府の天領（松江藩の預かり地）となった。幕府から統治を委託された松江藩は西郷に陣屋を置き、郡代に総括させ、島前と島後にそれぞれ代官を派遣して行政に当たらせた。
- 広瀬陣屋（島根県安来市） - 松江藩支藩の広瀬藩の陣屋。
- 母里陣屋（島根県安来市） - 松江藩支藩の母里藩の陣屋。
- 吉永陣屋（島根県大田市） - 吉永藩の陣屋。
- 鶴田陣屋（岡山県津山市） - 美作国久米北条郡にあった鶴田藩の藩庁。
- 鴨方陣屋（岡山県浅口市鴨方町） - 備中国浅口郡にあった鴨方藩の藩庁。
- 新見陣屋（岡山県新見市） - 備中国阿賀郡にあった新見藩の藩庁。

### 四国地方
- 土庄陣屋（香川県土庄町） - 小豆島は、元和元年から天領として大坂奉行の支配下にあったが、天保9年（1838年）に西部の六郷（土庄・渕崎・上庄・肥土山・小海・池田）が、津山藩に移され土庄に津山藩の陣屋が置かれ、明治2年の版籍奉還までの間、代官が常駐して行政上の大抵のことはここで処理された。
- 日和佐陣屋（徳島県日和佐町） - 文化4年（1807年）、徳島藩によって築かれた。寛政11年（1799年）、徳島藩によって海部陣屋が築かれ那賀郡と海部郡の郡代所となった。文化4年（1807年）、日和佐陣屋が築かれ、海部より移転し明治まで郡代所として続いた。
- 海部陣屋（徳島県海部町）- 寛永15年（1638年）、海部城が廃城となると東麓に郡代官所が設けられ「御陣屋」と呼ばれた。その後、寛政11年（1799年）に鞆の御陣屋が新設されたが、文化4年（1807年）には郡代官所が日和佐陣屋に移された。
- 土佐中村陣屋（高知県四万十市）-土佐藩の支藩である土佐中村藩の陣屋。

### 九州・沖縄地方

#### 福岡県
- 松崎陣屋（福岡県小郡市松崎） - 筑後国御原郡松崎にあった。江戸時代前期、久留米藩の支藩・松崎藩が藩庁として設置。

#### 佐賀県
- 小城陣屋（佐賀県小城市） - 小城藩の陣屋

#### 長崎県
- 長崎奉行所（長崎県長崎市） - 長崎は江戸時代は幕府直轄地であり、幕命により、警護は福岡藩と佐賀藩が交互に務めさせられた。
- 武生水陣屋（長崎県壱岐市勝本） - 肥前国平戸藩の壱岐統治のための陣屋。現在は亀丘城公園となっている。
- 富江陣屋（長崎県五島市富江町富江） - 肥前国松浦郡富江にあった（富江藩の政庁）。
- 神浦代官所（長崎県佐世保市宇久町） - 肥前国松浦郡にあった富江藩の代官所。

#### 大分県
- 高松陣屋（大分県大分市日岡） - 江戸幕府の代官陣屋。日田陣屋とともに西国筋郡代の拠点として使用された。
- 日田陣屋（大分県日田市丸山） - 江戸幕府の代官陣屋。江戸中期には西国筋郡代の陣屋に昇格した。

#### 宮崎県
- 富高陣屋（宮崎県日向市） - 有馬氏の転封で延岡藩領の一部が天領となり、江戸幕府が統治するために築いた陣屋。

#### 鹿児島県
- 甑島居地頭仮屋（鹿児島県薩摩川内市下甑島） - 文禄年中（1595年）島津氏が代官所を置いた。慶長16年（1611年）薩摩藩は居地頭仮屋を置き、本田伊賀守を甑島居地頭に任じ、爾来23代にわたって統治した。
- 屋久島奉行所（鹿児島県屋久島町） - 薩摩藩が屋久島支配のために、はじめ代官所、元禄期以降は屋久島奉行所とも言った）を当地に置いた。在番奉行が詰め、船の通行に必要な書類の発行、島の民政全般を司った。
- 大島代官所（鹿児島県奄美市） - 慶長18年（1613年）薩摩藩が設置した代官所。
- 喜界島代官所（鹿児島県喜界町） - 元禄6年（1693年）薩摩藩が設置した代官所。
- 徳之島代官所（鹿児島県徳之島町） - 元和2年（1616年）薩摩藩が設置した代官所。
- 沖永良部代官所（鹿児島県知名町） - 元禄3年（1690年）薩摩藩が設置した代官所。

#### 沖縄県
- 琉球在番奉行所（沖縄県那覇市） - 寛永5年（1628年）薩摩藩が琉球王国を間接統治するために、現在の沖縄県那覇市に開設した奉行所。